# Villa Torlonia (Rome)

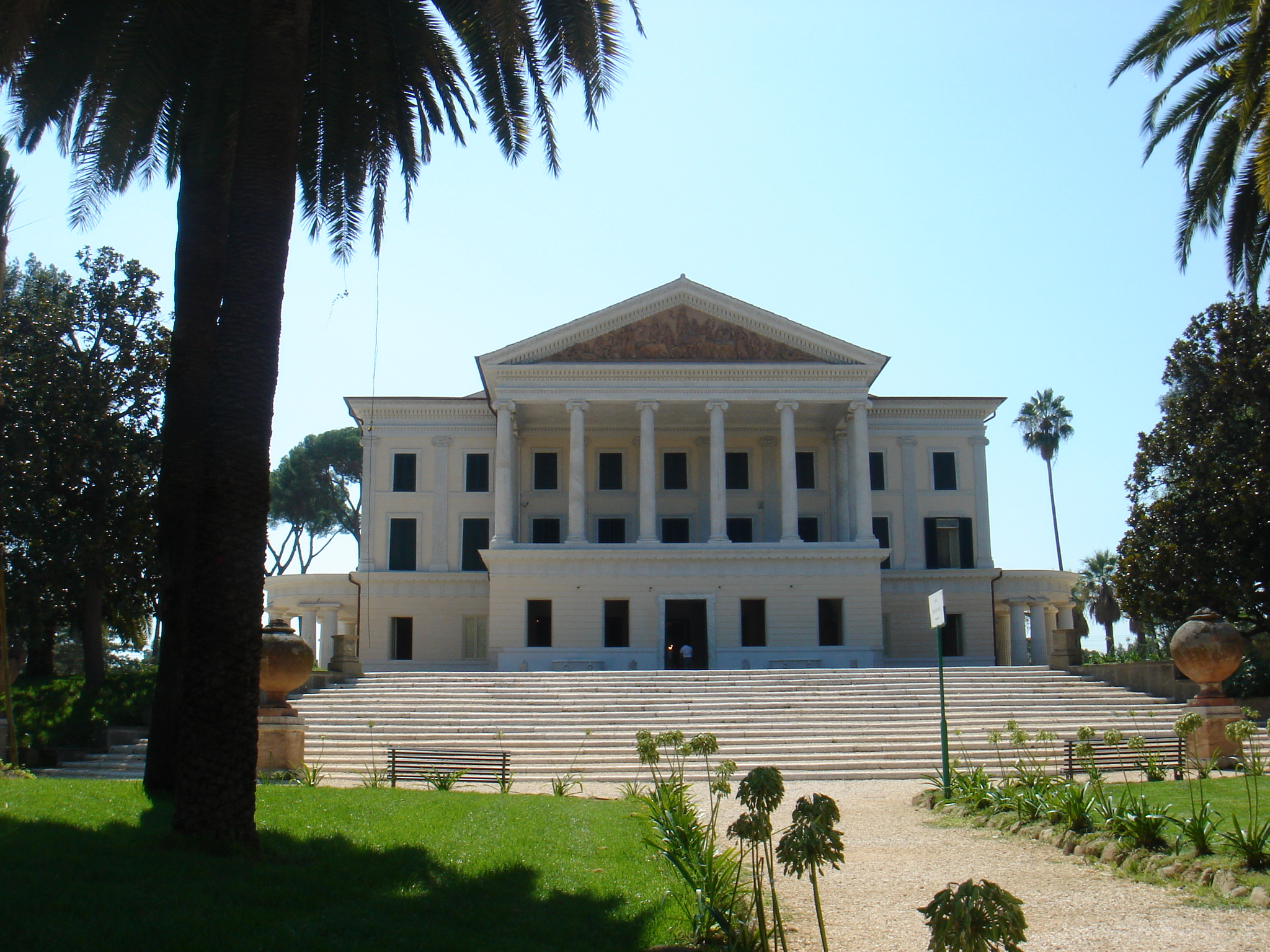
Het Casino Nobile van de Villa Torlonia in Rome.

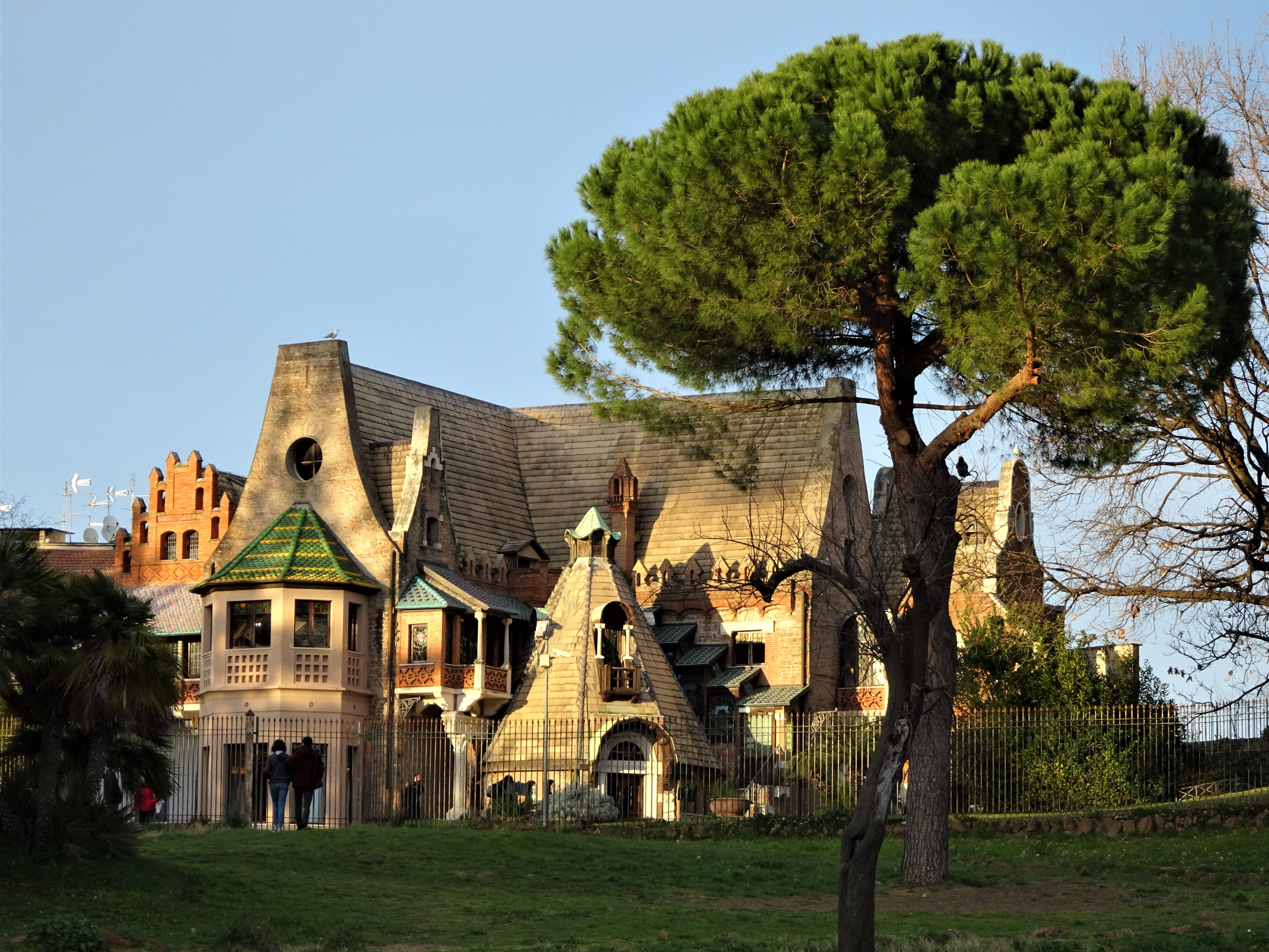
Casina delle Civette

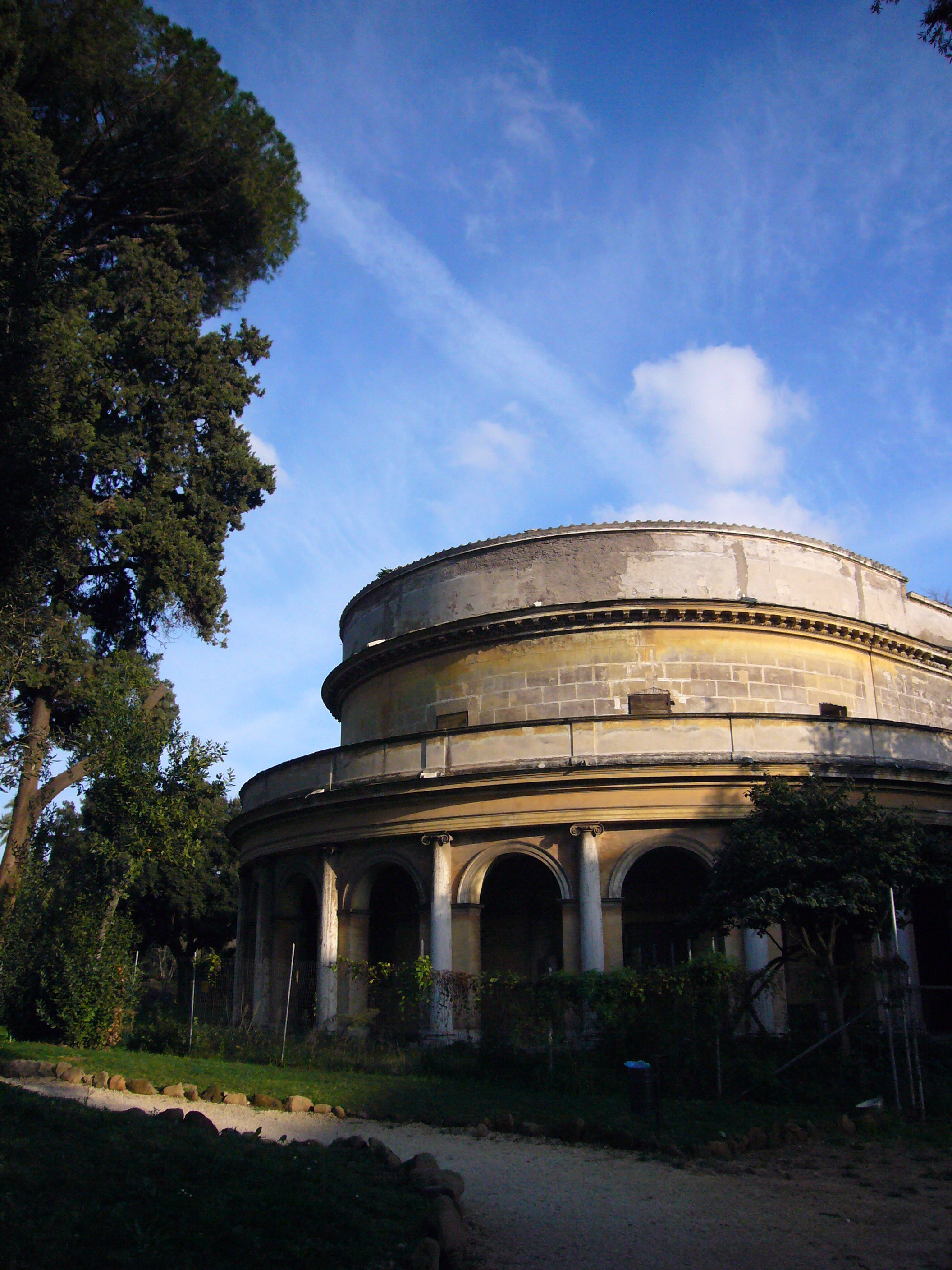
Il Teatro, Villa Torlonia in Rome

Villa Torlonia is een landgoed in Rome, Italië, sinds 1977 in bezit van de gemeente Rome en in 1978 opengesteld voor publiek. De ingang ligt aan Via Nomentana.

## Geschiedenis
Er is in drie fasen gewerkt aan dit park, dat vroeger een wijngaard in het bezit van de familie Colonna is geweest, totdat de markies Giovanni Torlonia in 1797 het heeft gekocht.
De markies nam Giuseppe Valadier in dienst die in de periode 1802-1806 de bestaande woning verbouwde en in de periode 1835-1842 werd in een volgende verbouwing de huidige villa gerealiseerd. Hier woonden de leden van het geslacht Torlonia. In 1925 nam de dictator Mussolini intrek in de villa en trok Giovanni Torlonia jr. zich terug in het Casina delle Civette ("huis van de uilen", zo genoemd naar een afbeelding die meermaals voorkomt op de glasramen).
Mussolini huurde Villa Torlonia van de familie Torlonia voor een lira per jaar en gebruikte het als zijn ambtswoning vanaf de jaren 20. Na 1945 kwam het gebouw leeg te staan en raakte het in verval. Na gerestaureerd te zijn, is het nu weer toegankelijk voor het publiek. Een deel van de collectie klassieke beeldhouwkunst van de familie Torlonia is hier ondergebracht.

## Park
De villa wordt omringd door een park, dat publiek toegankelijk is sinds 1978. In de ondergrond van het park bevinden zich Joodse catacomben uit de derde en vierde eeuw. Daarnaast zijn er dertien paviljoens in verschillende stijlen, zoals een kiosk in Moorse stijl. In de catacomben werd een schuilkelder gebouwd door Mussolini.

## Obelisken
In 1842 liet Alessandro Torlonia aan weerszijden van het Casino Nobile een obelisk oprichten: één ter herinnering aan zijn vader Giovanni Torlonia en een voor zijn moeder. De destijds bekende obelisken van Rome kwamen nog uit de oudheid en waren opgegraven en door verschillende pausen opnieuw opgericht. Omdat geen antiek exemplaar meer voorhanden was, werd besloten twee nieuwe te laten maken. In de bergen van Baveno (bij het Lago Maggiore) liet Torlonia twee grote roze granieten blokken uitkappen en in Milaan bewerken. In 47 dagen werden de obelisken per schip, via Venetië, de Adriatische Zee (met storm), door de straat van Messina, langs Fiumicino de Tiber op en een stukje over de Aniene tot op 3 km afstand van het park gebracht. In Rome heeft hij er door een egyptoloog hiëroglyfen in laten kappen.

## Moorse kas

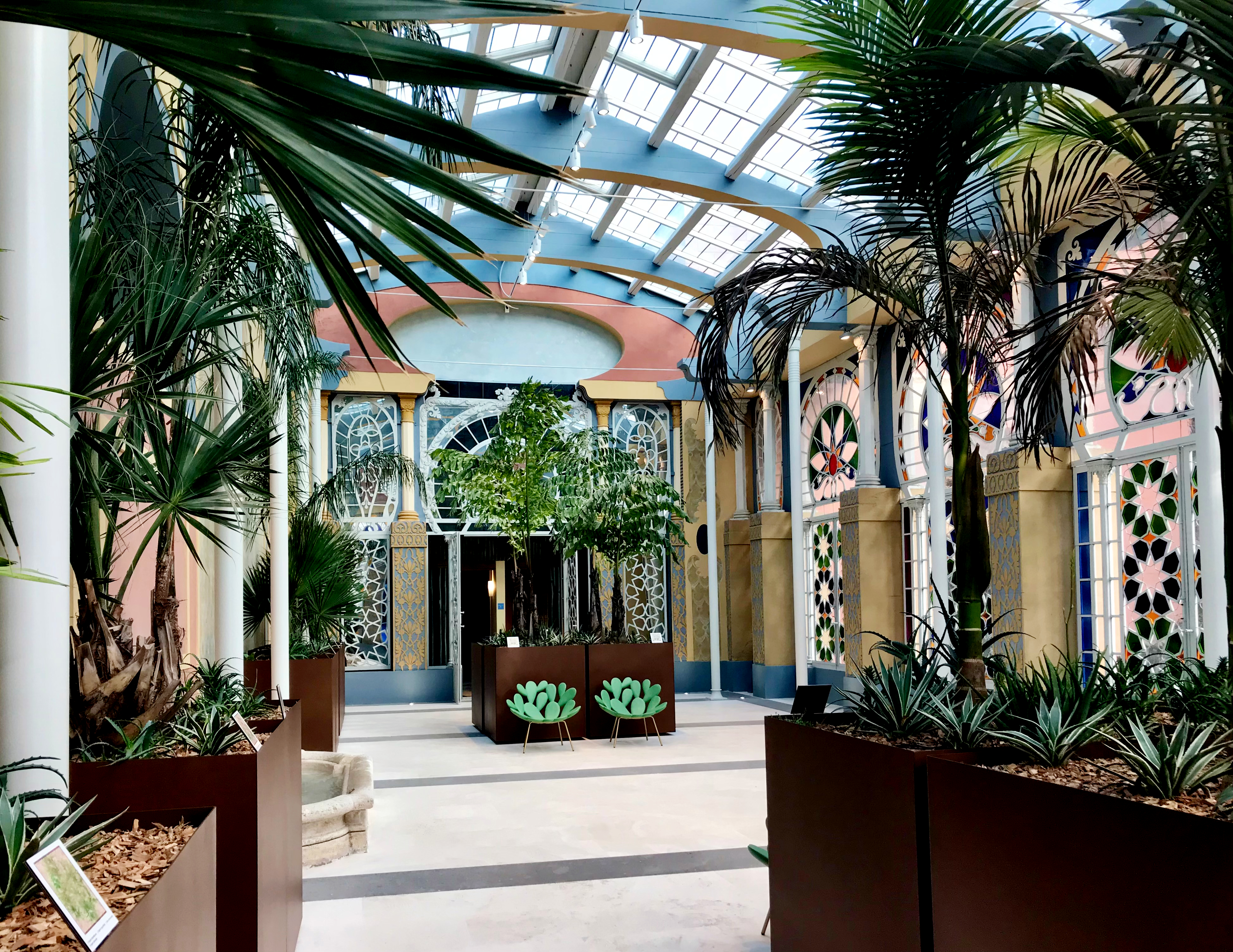
De Moorse kas van binnen gezien.

Het betreft een complex in neo-Moorse stijl, daterend uit de jaren 1840 en ontworpen door Giuseppe Jappelli. Het hoofdgebouw is ongetwijfeld de Moresca-kas, maar er zijn ook andere architectonische elementen bijgebouwd (zoals de toren en de grot). Na restauratiewerkzaamheden werd de kas in 2021 heropend, terwijl het vanaf 2023 ook mogelijk was de toren te bezoeken, mits gereserveerd en alleen op vaste data.